# Lewis (Kansas)
Lewis – miasto położone w Hrabstwie Edwards w stanie Kansas. Jego populacja wynosi 486 osób, a powierzchnia to 0,8 km².